# Fromhold Fägerskiöld
Fromhold Fägerskiöld, död 29 oktober 1706, var en svensk friherre, militär och ämbetsman.

## Biografi
Fromhold Fägerskiöld utnämndes till överste vid Livregementet till häst 1688 och till generalmajor 1693. År 1692 blev han friherre. År 1693 utnämndes han till landshövding i Närkes och Värmlands län. Han kvarstannade på denna post till sin död år 1706.
Fägerskiöld var gift med Catharina Lillie af Aspenäs, dotter av överstelöjtnanten Peder Lillie af Aspenäs och Maria Amia von Lepel.